# Janne Stange
Janne Stange, född den 24 juni på Karmøy, är en norsk fotbollsspelare som representerar Røa Dynamite Girls i norska Toppserien. Hon kom till Røa 2010 från Stabæk Fotball, och har tidigare också representerat Asker.
Stange beskrivs som en snabb spelare som är bra både offensivt och defensivt, och bra på att stå rättvänd och göra snabba omställningar. Hon är också bra på att välja enkla lösningar, löper mycket och är bra i positionsspelet.